# Batracomorphus minusculus
Batracomorphus minusculus är en insektsart som beskrevs av Rauno E. Linnavuori och Heller 1961. Batracomorphus minusculus ingår i släktet Batracomorphus och familjen dvärgstritar. Inga underarter finns listade i Catalogue of Life.